# Ernst Mach

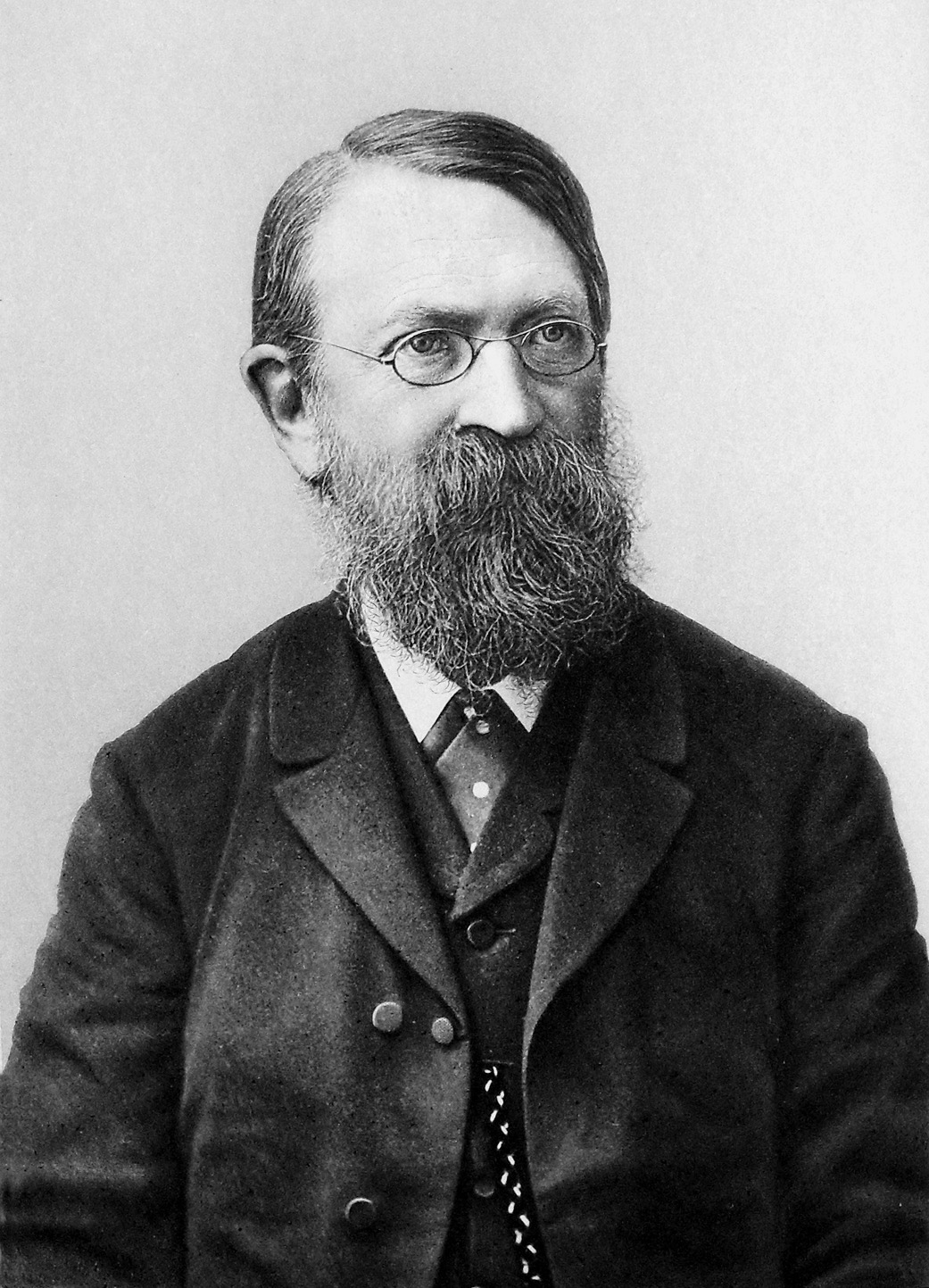
Ernst Mach (1900)

Ernst Waldfried Josef Wenzel Mach (Chirlitz-Turas [cseh: Chrlice], császári Osztrák Birodalom [ma Brno városrésze, Csehország], 1838. február 18. – Vaterstetten [München mellett], 1916. február 19.) morvaországi osztrák fizikus, filozófus, akinek felfogása volt, hogy minden tudás a tapasztalatból származik. Nagy hatással volt a logikai pozitivizmusra, és Isaac Newton kritikáján keresztül előfutára volt Einstein relativitáselméletének.
Tanítványa volt Albert Einstein, akire nagy hatással volt Mach, és aki Mach tudományos szemléletét felhasználva alkotta meg a relativitáselméletet.
A Mach-elv szerint egy testre az univerzumban található összes többi test hatással van. Az elv befolyásolta Einsteint a téridő fogalmának meghatározásában.
Bár Einstein abban a hiszemben volt, hogy általános relativitáselmélete teljes összhangban van a Mach-elvvel, Willem de Sitter olyan megoldásokat talált Einstein téregyenleteire, amikben nem volt anyag a próbatesten kívül, de inercia (tehetetlenség) igen.
Mach akusztikával is foglalkozott, róla nevezték el a hangsebességhez viszonyított sebességet (lásd: Mach-szám).

## Élete
Ernst Macht 14 éves koráig szülei tanították. Azután beiratkozott a Kremsier-i gimnáziumba (ma Kroměříž), ahol három évig tanult. 1855-ben a Bécsi Egyetem hallgatója lett. Ott fizikát tanult és egy félévig orvosi fiziológiát is. Doktori diplomáját 1860-ban kapta meg fizikából.
Korai munkájában a Doppler-effektust tanulmányozta az optikában és az akusztikában. 1864-ben lett Grazban a matematika professzora, egyúttal lemondott a Salzburgi Egyetem sebészeti tanszékének vezetéséről. 1866-ban fizikaprofesszor lett. eközben a fizikai érzékszerveket is tanulmányozta. 1867-ben elfogadta a prágai Károly Egyetem kísérleti fizika professzori kinevezését. 28 évig ott is maradt, majd három évet a Bécsi Egyetemen tanított.
1898-ban hirtelen szívmegállása volt. 1901-ben visszavonult a Bécsi Egyetemen elfoglalt pozíciójából, és az osztrák parlament felsőházának tagja lett. Bécset 1913-ban hagyta el, amikor fiához költözött a München melletti Vaterstettenbe. Itt tudományos írásaival és levelezéssel foglalkozott haláláig.

## Munkássága
Mach fő hozzájárulása a fizikához a lökéshullámok leírása és lefényképezése volt. Először logikailag kikövetkeztette, majd kísérletei alapján pontosan leírta, hogy a hangsebességnél gyorsabban haladó (szuperszonikus) lövedék hogyan nyomja össze maga előtt a levegőt, ezzel lökéshullámot hozva létre. A lökéshullám kúp alakú, melynek csúcsában a lövedék van. Mach erről szóló tanulmánya 1877-ben jelent meg. A hangsebességnél gyorsabban haladás fontos gyakorlati szerepet játszik az aerodinamikában és a hidrodinamikában.
Asztrofizikai kérdéseket tanulmányozva megállapította, hogy téves az a nézet, amely szerint minden csillag fénye eredetileg fehér, és amit ettől eltérőnek látunk, az pusztán a Doppler-effektus hatása. Ezért a csillagok sugárirányú mozgását csak a színképvonalak eltolódásai alapján határozhatjuk meg.
A sliren-fotográfia (angolul: schlieren photography) módszerét felhasználva ő és fia, Ludwig le tudták fényképezni a láthatatlan lökéshullámok árnyékát. Az 1890-es évek elején Ludwig Mach feltalált egy olyan interferométert, amivel élesebb fényképet lehetett készíteni.
Foglalkozott a fényinterferenciával, a fényelhajlással, a polarizációval és a fénytöréssel.
Mach pszichológiai és fiziológiai kutatásokat is végzett, hozzájárult a „gestalt-jelenség” tanulmányozásához, felfedezte a róla elnevezett Mach-sávokat (ez egy optikai illúzió).
1873-ban egymástól függetlenül ő és Josef Breuer orvos és fiziológus felfedezte, hogy a belső fül félkör alakú csatornáiban mozgó folyadéknak az egyensúly megtartásában van szerepe.
Mach ismertté vált fenomenalista filozófiai elképzelései miatt is, ahol elsődlegesnek tekintette az érzékelést. Ez az elképzelés ellentétben állt az akkoriban már elfogadott atomelmélettel, amely az atomokat és molekulákat az elmétől teljesen függetlenül létező dolgoknak tekintette. 1908 és 1911 között Max Planck erősen kritizálta Mach felfogását, mivel az ellentétben állt a fizika eredményeivel.
Mach kritikája Newton tér- és időfelfogásáról befolyásolta Einsteint, aki azonban később arra a megállapításra jutott, hogy itt Mach és Newton filozófiájának szembenállásáról van szó, és hogy Mach fizikára vonatkozó kritikája nem volt elég megalapozott.
Mach legismertebb ötlete az Einstein által Mach-elvnek nevezett kozmológiai elképzelés, amely a tehetetlenség eredetével foglalkozik. Mach ezt soha nem foglalta írásba, csak grafikusan ábrázolta.

## Fontosabb művei

### Németül
- Einleitung in die Helmholtz′sche Musiktheorie (1866)
- Optisch-akustische Versuche (1872)
- Die Mechanik in ihrer Entwicklung (1883)
- Die Analyse der Empfindungen und das Verhältnis des Physischen zum Psychischen (1886)
- Die Principien der Wärmelehre (1896)
- Populär-wissenschaftliche Vorlesungen (1896)
- Über Erscheinungen an fliegenden Projektilen (1898)
- Erkenntnis und Irrtum (1905)
- Die Prinzipien der physikalischen Optik (1921)

### Angolul
- The Science of Mechanics (1883)
- The Analysis of Sensations (1897)
- Popular Scientific Lectures (1895)
- The Principles of Physical Optics (1926)
- Knowledge and Error (1976)
- Principles of the Theory of Heat (1986)

### Magyarul
- Az érzékletek elemzése; ford., bev. Polányi Károly; Deutsch, Budapest, 1910 (A Galilei Kör könyvtára)
- Az érzetek elemzése; ford. Erdős Lajos; Franklin, Budapest, 1927 (Filozófiai írók tára. Ú. S.)

## Fordítás
- Ez a szócikk részben vagy egészben  az   Ernst Mach című német Wikipédia-szócikk fordításán alapul.  Az eredeti cikk szerkesztőit annak laptörténete sorolja fel. Ez a jelzés csupán a megfogalmazás eredetét és a szerzői jogokat jelzi, nem szolgál a cikkben szereplő információk forrásmegjelöléseként.
- Ez a szócikk részben vagy egészben  az   Ernst Mach című angol Wikipédia-szócikk fordításán alapul.  Az eredeti cikk szerkesztőit annak laptörténete sorolja fel. Ez a jelzés csupán a megfogalmazás eredetét és a szerzői jogokat jelzi, nem szolgál a cikkben szereplő információk forrásmegjelöléseként.